# 乌恰彩花
乌恰彩花（学名：Acantholimon popovii）为白花丹科彩花属下的一个种。